# Novillard
Ne doit pas être confondu avec Novillars.

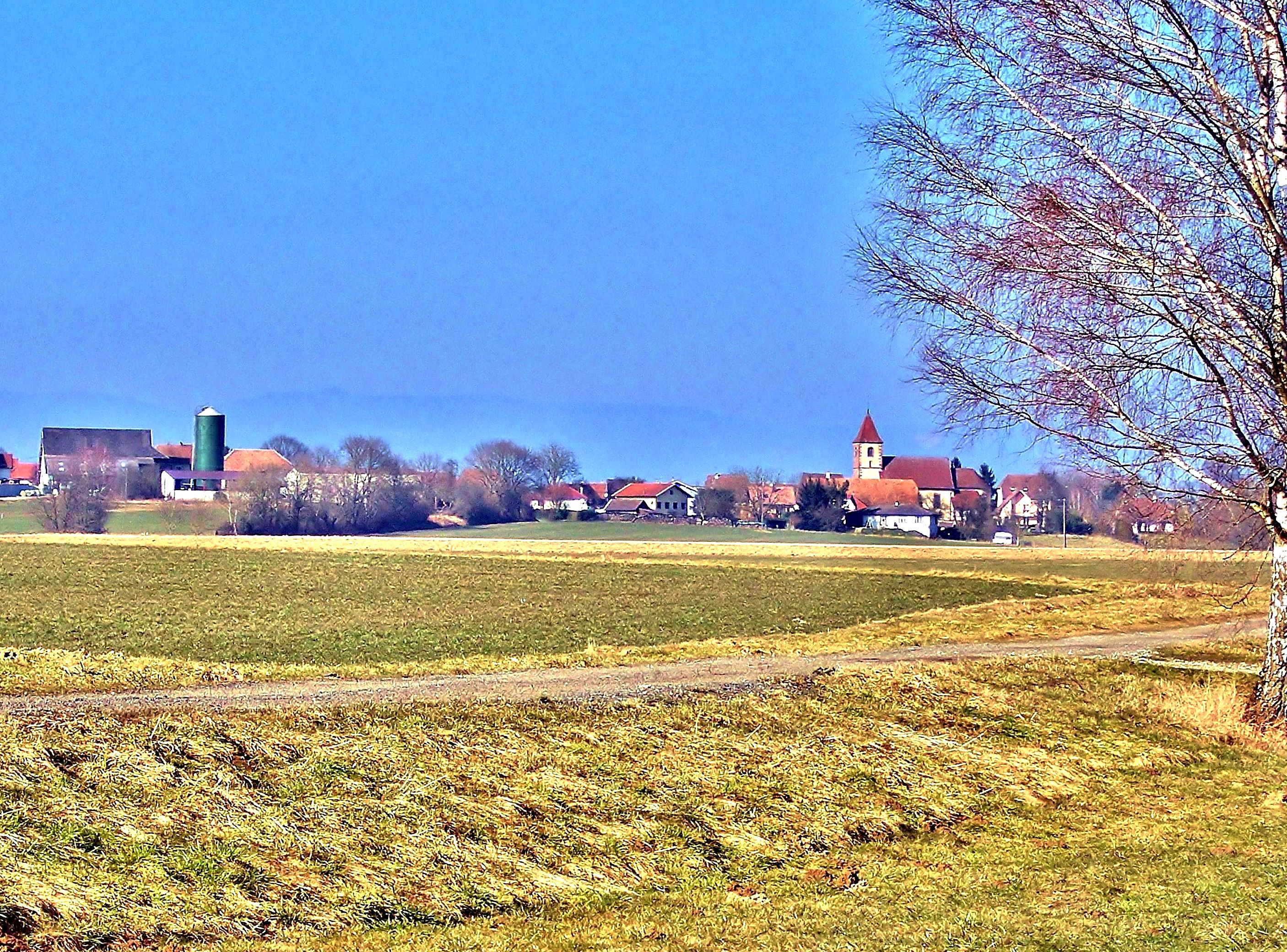
Panorama sur Novillard

Novillard est une commune française située dans le département du Territoire de Belfort, la région culturelle et historique de Franche-Comté et la région administrative Bourgogne-Franche-Comté. 
Elle faisait partie du canton de Danjoutin jusqu'en 2015, et fait désormais partie du canton de Grandvillars. Ses habitants sont appelés les Novelais.ceci est en patois. 
Le nom exact novillardais et novillardaise

## Géographie
Le village est situé au sud-est de Belfort, à 11 km de cette dernière. Son territoire, qui s'étend sur 116 hectares, est longé au nord par la voie ferrée Belfort-Mulhouse. Il est traversé par la petite rivière La Madeleine qui prend sa source dans le massif de Vosges, dans le village de Lamadeleine justement. L'altitude moyenne est de 350 m.

### Climat
Pour des articles plus généraux, voir Climat de la Bourgogne-Franche-Comté et Climat du Territoire de Belfort.
En 2010, le climat de la commune est de type climat des marges montargnardes, selon une étude du Centre national de la recherche scientifique s'appuyant sur une série de données couvrant la période 1971-2000. En 2020, Météo-France publie une typologie des climats de la France métropolitaine dans laquelle la commune est exposée à un climat semi-continental et est dans la région climatique  Vosges, caractérisée par une pluviométrie très élevée (1 500 à 2 000 mm/an) en toutes saisons et un hiver rude (moins de 1 °C). 
Pour la période 1971-2000, la température annuelle moyenne est de 9,8 °C, avec une amplitude thermique annuelle de 17,5 °C. Le cumul annuel moyen de précipitations est de 1 101 mm, avec 12,2 jours de précipitations en janvier et 10,2 jours en juillet. Pour la période 1991-2020, la température moyenne annuelle observée sur la station météorologique installée sur la commune est de 10,7 °C et le cumul annuel moyen de précipitations est de 909,2 mm. 
La température maximale relevée sur cette station est de 38 °C, atteinte le 4 août 2022 ; la température minimale est de −18,1 °C, atteinte le 20 décembre 2009,,. 
| Mois                                  | jan.           | fév.           | mars          | avril         | mai           | juin          | jui.          | août         | sep.          | oct.          | nov.          | déc.           | année      |
| ------------------------------------- | -------------- | -------------- | ------------- | ------------- | ------------- | ------------- | ------------- | ------------ | ------------- | ------------- | ------------- | -------------- | ---------- |
| Température minimale moyenne (°C)     | −0,6           | −0,8           | 1,5           | 4,6           | 8             | 12            | 13,3          | 12,9         | 9,6           | 6,3           | 3             | 0              | 5,8        |
| Température moyenne (°C)              | 2,1            | 2,8            | 6,5           | 10,5          | 13,7          | 17,9          | 19,8          | 19,4         | 15,6          | 10,9          | 6,4           | 3,1            | 10,7       |
| Température maximale moyenne (°C)     | 4,8            | 6,4            | 11,5          | 16,5          | 19,4          | 23,8          | 26,3          | 25,9         | 21,6          | 15,5          | 9,8           | 6,3            | 15,7       |
| Record de froid (°C) date du record   | −12,1 07.01.17 | −15,6 13.02.12 | −7,7 13.03.10 | −4,7 06.04.21 | −2,3 06.05.19 | 4,4 05.06.09  | 5,1 03.07.11  | 3,8 30.08.09 | 1,4 20.09.22  | −4,2 22.10.10 | −11 30.11.10  | −18,1 20.12.09 | −18,1 2009 |
| Record de chaleur (°C) date du record | 19 01.01.23    | 20,2 24.02.21  | 25,1 31.03.21 | 28,1 21.04.18 | 31,9 25.05.09 | 35,1 19.06.22 | 37,5 24.07.19 | 38 04.08.22  | 32,8 11.09.23 | 29,6 02.10.23 | 23,4 07.11.15 | 17,1 17.12.15  | 38 2022    |
| Précipitations (mm)                   | 82,6           | 65,8           | 54,4          | 65,9          | 90,9          | 85            | 71,7          | 79,6         | 54,6          | 73            | 81,1          | 104,6          | 909,2      |

| Diagramme climatique                                  |             |             |             |           |          |              |              |             |           |          |           |
| J                                                     | F           | M           | A           | M         | J        | J            | A            | S           | O         | N        | D         |
| 4,8−0,682,6                                           | 6,4−0,865,8 | 11,51,554,4 | 16,54,665,9 | 19,4890,9 | 23,81285 | 26,313,371,7 | 25,912,979,6 | 21,69,654,6 | 15,56,373 | 9,8381,1 | 6,30104,6 |
| Moyennes : • Temp. maxi et mini °C • Précipitation mm |             |             |             |           |          |              |              |             |           |          |           |

Les paramètres climatiques de la commune ont été estimés pour le milieu du siècle (2041-2070) selon différents scénarios d'émission de gaz à effet de serre à partir des nouvelles projections climatiques de référence DRIAS-2020. Ils sont consultables sur un site dédié publié par Météo-France en novembre 2022.

## Urbanisme

### Typologie
Au 1er janvier 2024, Novillard est catégorisée commune rurale à habitat dispersé, selon la nouvelle grille communale de densité à sept niveaux définie par l'Insee en 2022.
Elle est située hors unité urbaine. Par ailleurs la commune fait partie de l'aire d'attraction de Belfort, dont elle est une commune de la couronne,. Cette aire, qui regroupe 91 communes, est catégorisée dans les aires de 50 000 à moins de 200 000 habitants,.

### Occupation des sols
L'occupation des sols de la commune, telle qu'elle ressort de la base de données européenne d’occupation biophysique des sols Corine Land Cover (CLC), est marquée par l'importance des territoires agricoles (63,1 % en 2018), en augmentation par rapport à 1990 (60,7 %). La répartition détaillée en 2018 est la suivante : 
prairies (31,7 %), forêts (30,2 %), terres arables (29,4 %), zones urbanisées (6,7 %), zones agricoles hétérogènes (2 %). L'évolution de l’occupation des sols de la commune et de ses infrastructures peut être observée sur les différentes représentations cartographiques du territoire : la carte de Cassini (XVIIIe siècle), la carte d'état-major (1820-1866) et les cartes ou photos aériennes de l'IGN pour la période actuelle (1950 à aujourd'hui).

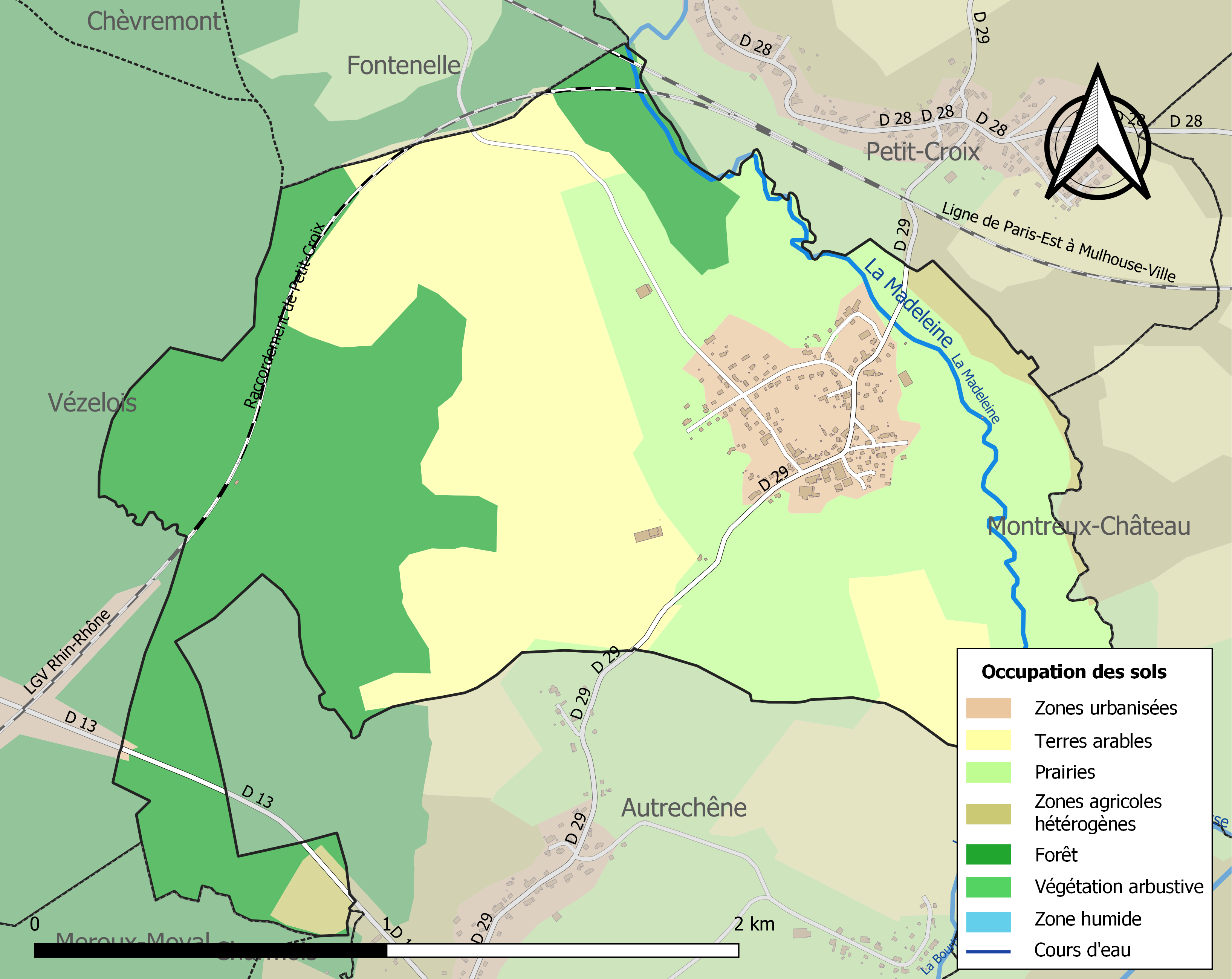
Carte des infrastructures et de l'occupation des sols de la commune en 2018 (CLC).

## Toponymie
- Nueuiller (1251), Rottwiller (1347), Nuwilre (1394), Noueller (1413), Meïerthum rotwilt (1427), Novillard (1793).
- En allemand: Neuweiler[12].

## Histoire

### Faits historiques
L'histoire de Novillard commence avant 1251 mais c'est seulement à cette date qu'on trouve le nom du village mentionné dans un acte concernant le prieuré de Froidefontaine sous la forme de Nueviller. Le fief faisait partie de la seigneurie de Rougemont-le-Château en 1125, au moment où Frédéric Ier de Ferrette dota le monastère de Valdieu, actuellement dans le département du Haut-Rhin. Une église existait alors à Novillard dont la paroisse comprenait également Eschêne, Autrage et Rechotte tous trois regroupés actuellement en la commune d'Autrechêne. Novillard fut également chef-lieu d'une mairie dépendant de la seigneurie de Rougemont (dont il marquait la limite sud) puis la prévôté d'Angeot, seigneurie de Belfort. Le sort du village suit globalement celui des villages environnant : rattachement aux domaines de la maison d'Autriche de 1350 à 1648. L'église Saint-Julien a été construite dans les années 1770. En 1803 la population était de 171 habitants, et de 210 au recensement de 1999. L'activité de la commune est essentiellement agricole.

## Lieux et monuments

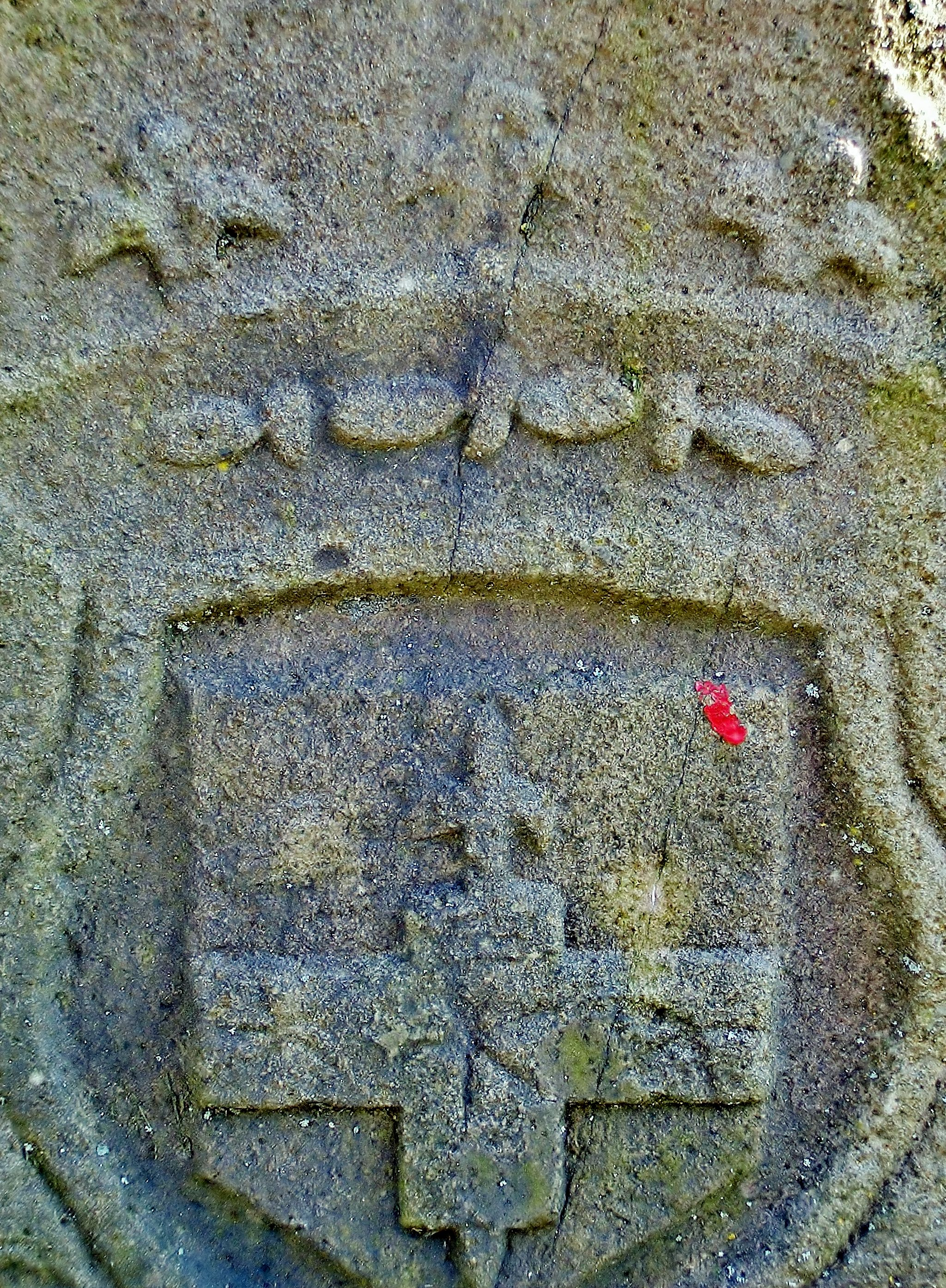
Borne armoriée, près de la mairie.

### Héraldique
| Armes de Novillard | Les armes peuvent se blasonner ainsi : d'azur à l'arbre arraché d'or. |

## Politique et administration

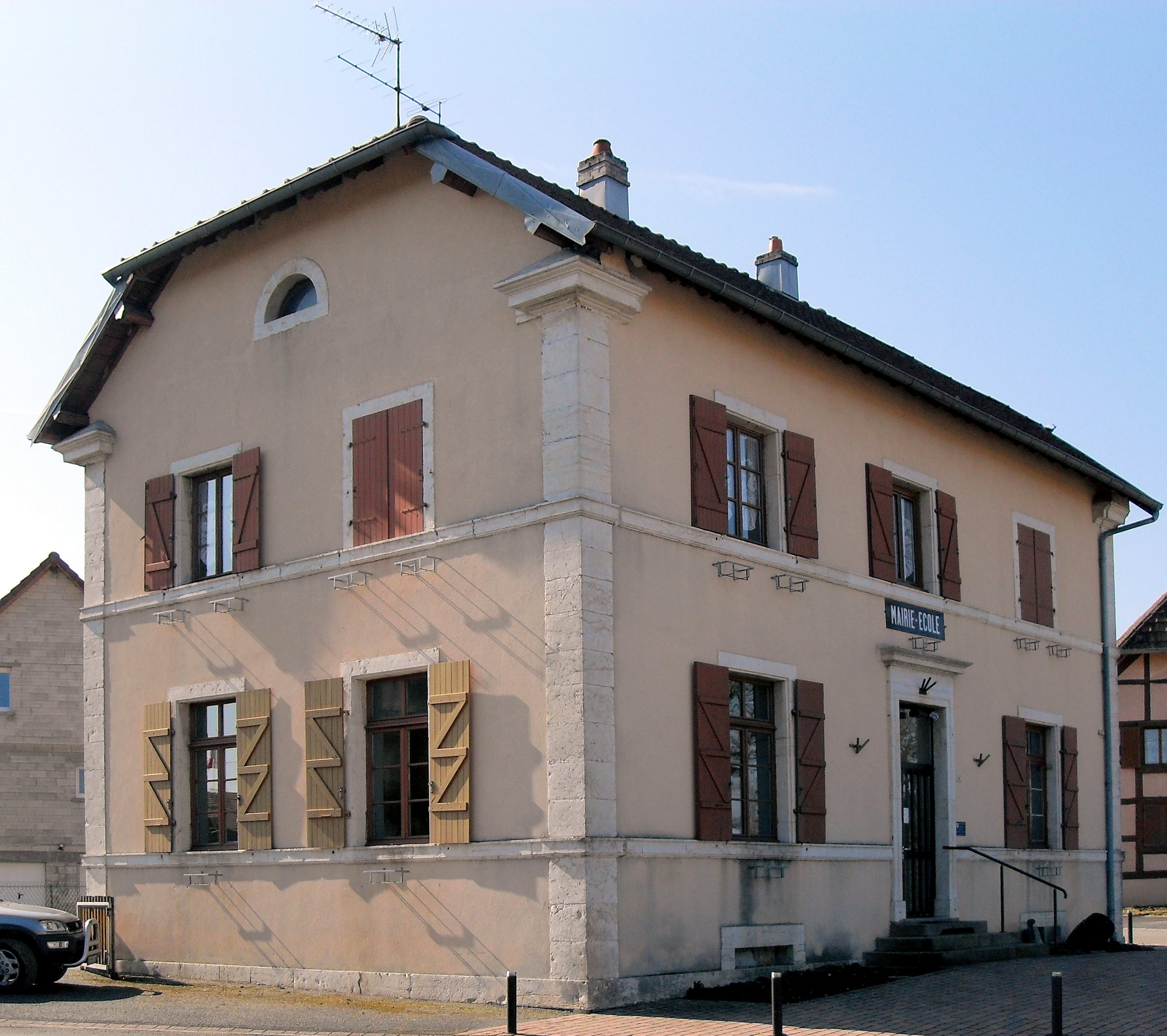
La mairie de Novillard.

| Période                                  | Période   | Identité            | Étiquette | Qualité |
| ---------------------------------------- | --------- | ------------------- | --------- | ------- |
| Les données manquantes sont à compléter. |           |                     |           |         |
| mars 2001                                | mars 2008 | Jean-Pierre Gressot |           |         |
| mars 2008                                | En cours  | Yves Bisson         |           |         |

Monsieur Bisson a démissionné au profit de Claude GAUTHERAT.

## Population et société

### Démographie
L'évolution du nombre d'habitants est connue à travers les recensements de la population effectués dans la commune depuis 1793. Pour les communes de moins de 10 000 habitants, une enquête de recensement portant sur toute la population est réalisée tous les cinq ans, les populations de référence des années intermédiaires étant quant à elles estimées par interpolation ou extrapolation. Pour la commune, le premier recensement exhaustif entrant dans le cadre du nouveau dispositif a été réalisé en 2004.

En 2022, la commune comptait 309 habitants, en évolution de +3,69 % par rapport à 2016 (Territoire de Belfort : −2,78 %, France hors Mayotte : +2,11 %).
| 1793 | 1800 | 1806 | 1821 | 1831 | 1836 | 1841 | 1846 | 1851 |
| ---- | ---- | ---- | ---- | ---- | ---- | ---- | ---- | ---- |
| 157  | 158  | 168  | 155  | 208  | 234  | 226  | 209  | 212  |

| 1856 | 1861 | 1866 | 1872 | 1876 | 1881 | 1886 | 1891 | 1896 |
| ---- | ---- | ---- | ---- | ---- | ---- | ---- | ---- | ---- |
| 193  | 178  | 200  | 191  | 187  | 193  | 159  | 163  | 152  |

| 1901 | 1906 | 1911 | 1921 | 1926 | 1931 | 1936 | 1946 | 1954 |
| ---- | ---- | ---- | ---- | ---- | ---- | ---- | ---- | ---- |
| 160  | 159  | 170  | 153  | 136  | 115  | 124  | 117  | 131  |

| 1962 | 1968 | 1975 | 1982 | 1990 | 1999 | 2004 | 2006 | 2009 |
| ---- | ---- | ---- | ---- | ---- | ---- | ---- | ---- | ---- |
| 103  | 83   | 89   | 181  | 196  | 205  | 234  | 242  | 252  |

| 2014 | 2019 | 2022 | - | - | - | - | - | - |
| ---- | ---- | ---- | - | - | - | - | - | - |
| 294  | 302  | 309  | - | - | - | - | - | - |

## Pour approfondir